# Albacomp Kosárlabda Csapat
L'Albacomp Fehérvár è una società cestistica, avente sede a Székesfehérvár, in Ungheria. Fondata nel 1949, gioca nel campionato ungherese.

## Roster 2017-2018
Aggiornato al 15 agosto 2017.
|    | Naz.                   | Ruolo | Sportivo        | Anno | Alt. | Peso |  |
| -- | ---------------------- | ----- | --------------- | ---- | ---- | ---- |  |
| 0  | Stati Uniti (bandiera) | P     | Kasey Hill      | 1993 | 185  | 79   |  |
| 2  | Stati Uniti (bandiera) | A     | Alandise Harris | 1990 | 198  | 108  |  |
| 5  | Stati Uniti (bandiera) | AC    | Chris Horton    | 1994 | 203  | 102  |  |
| 6  | Ungheria (bandiera)    | C     | Ákos Keller     | 1989 | 208  | 104  |  |
| 10 | Ungheria (bandiera)    | AP    | Luka Markovic   | 1993 | 198  | 98   |  |
| 11 | Ungheria (bandiera)    | P     | Péter Tóth      | 1988 | 200  | 88   |  |
| 12 | Ungheria (bandiera)    | AP    | Iván Keller     | 1995 | 198  | 85   |  |
| 15 | Stati Uniti (bandiera) | AP    | D.J. Fenner     | 1993 | 198  | 93   |  |
| 16 | Ungheria (bandiera)    | P     | Ákos Kovács     | 1988 | 183  | 80   |  |
| 22 | Ungheria (bandiera)    | AP    | Joel Nshimba    | 1998 | 200  | 86   |  |
| 25 | Ungheria (bandiera)    | G     | Máté Varga      | 1997 | 189  | 75   |  |
| 44 | Ungheria (bandiera)    | AC    | Péter Lóránt    | 1985 | 206  | 112  |  |

### Staff tecnico
- Allenatore:  Branislav Dzunic
- Assistenti:  Barnabás Blahó,  Henrik Góbi

## Palmarès
- Campionato ungherese: 5

1997-98, 1998-99, 1999-2000, 2012-13, 2016-17
- Coppa d'Ungheria: 4

1999, 2000, 2013, 2017
- Lega CEBL: 1

2009